# 米澤里峰
米澤里峰（英語：Misery Peak），是南極洲的山峰，位於杜費克海岸，處於羅伯茲山西部，海拔高度2,725米，由新西蘭探險隊命名，現時由南極條約體系管理。